# Walter W-I
Walter W-III, W-II a W-I jsou osobní automobily firmy Walter, českého výrobce automobilů. Automobily řady W byly vyráběny v letech 1912-5. Modely W-I, W-II a W-III měly shodnou koncepci, lišily se jen velikostí motoru a rozměry celého vozu. Vozy Walter řady W se ukázaly jako technicky kvalitní a řemeslně dobře zpracované automobily. 

## Vznik a vývoj

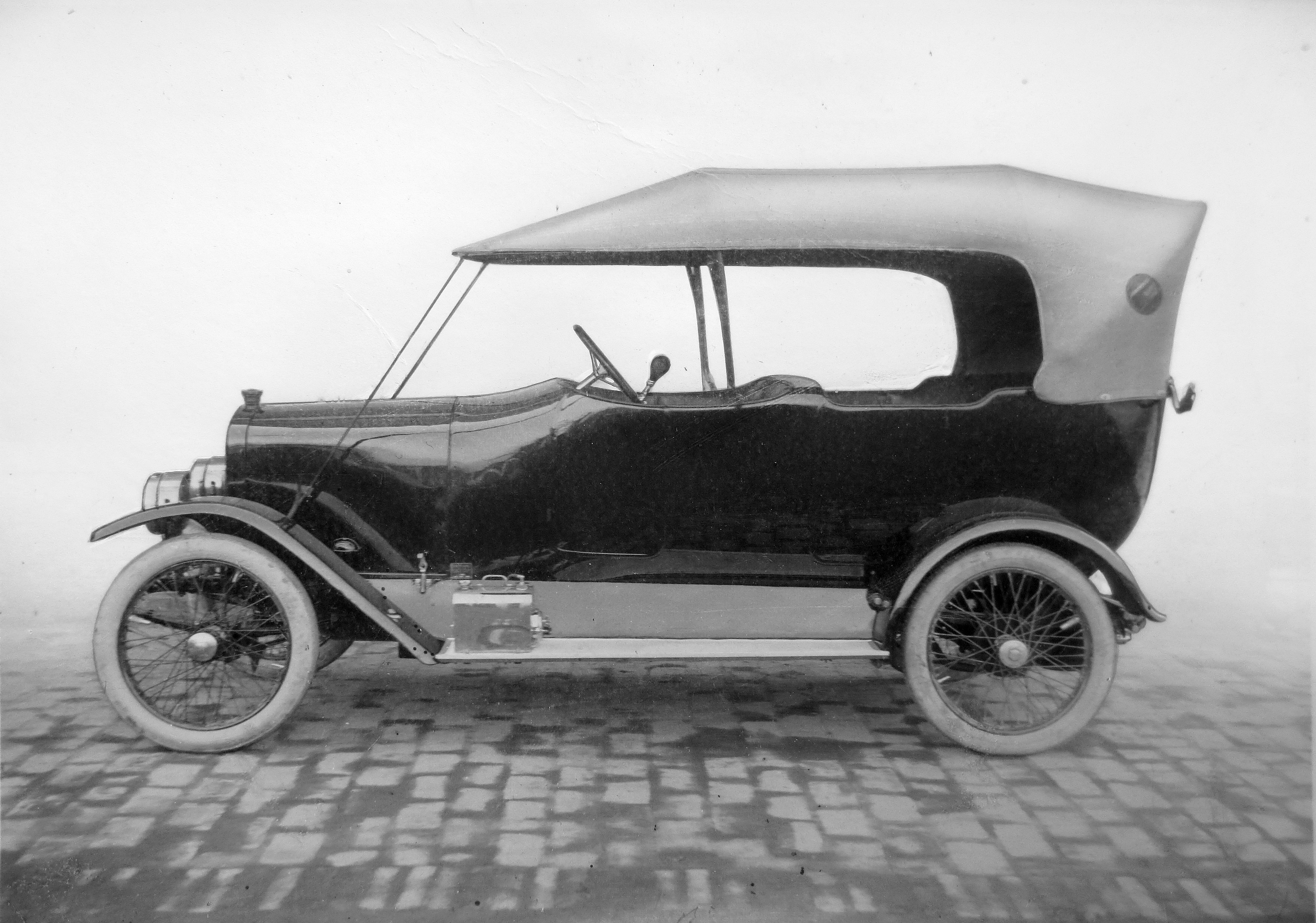
Walter W-I (1913)

V letech před I. světovou válkou si Waltrova továrna nemohla stěžovat na nedostatek zákazníků. Všechny její výrobky - jak motocykly tak i tříkolky a později i automobily - byly prodány dříve, než byly dokončeny. Ani autosalony nečinily výjimku a u všech vystavovaných vozidel se vždy hned první den skvěly tabulky "prodáno".  Dne 1. února 1911 zakládá Josef Walter (1873-1950) společnost Walter a spol. a opouští prostory v ulici Na Zatlance 6/1120 (Praha-Smíchov, dílny v tomto objektu byly až do konce 20. století, poté však developerský projekt PROM Europe s.r.o. tuto parcelu sloučil s vedlejší a vznikla nová, sloučená stavba 4/1908). Ještě předtím však byly zkonstruovány v dílnách Na Zatlance první zkušební automobily. Prototyp malé vouiturety byl motoricky odvozen od tříkolky typu D. Na stejném podvozku byl zkoušen i německý vzduchem chlazený dvouválec Fafnir (1909). Po těchto zkouškách se začalo s přípravou výroby prvního automobilu Walter, označeného jako W-III. Vzorem byl vůz Renault zakoupený stavitelem Šimkem, podílníkem nové společnosti a prvním předsedou správní rady.  
V roce 1911 byly veškeré místnostmi v dílnách Na Zatlance tak přeplněny, že bylo nutné hledat nové prostory. Na návrh ing. Ludvíka Šimka, (pozdější člen správní rady nové firmy Josef Walter a spol. a profesora ČVUT), který byl v továrně častým hostem, založili novou společnost, kupují pozemky a začali stavět velkou továrnu v Jinonicích u Prahy v místech, kde továrna stála téměř 100 roků, až do doby nedávné. Montáž nového vozu Walter W-III byla dokončena až v nové továrně v Jinonicích, která byla postavena stavební firmou Antonína Šimka. Byla zde zřízena slévárna, karosárna, lakovna, smaltovna i brzdící stanice. Odtud také vyjely oba další dva typy W-II a W-I. 

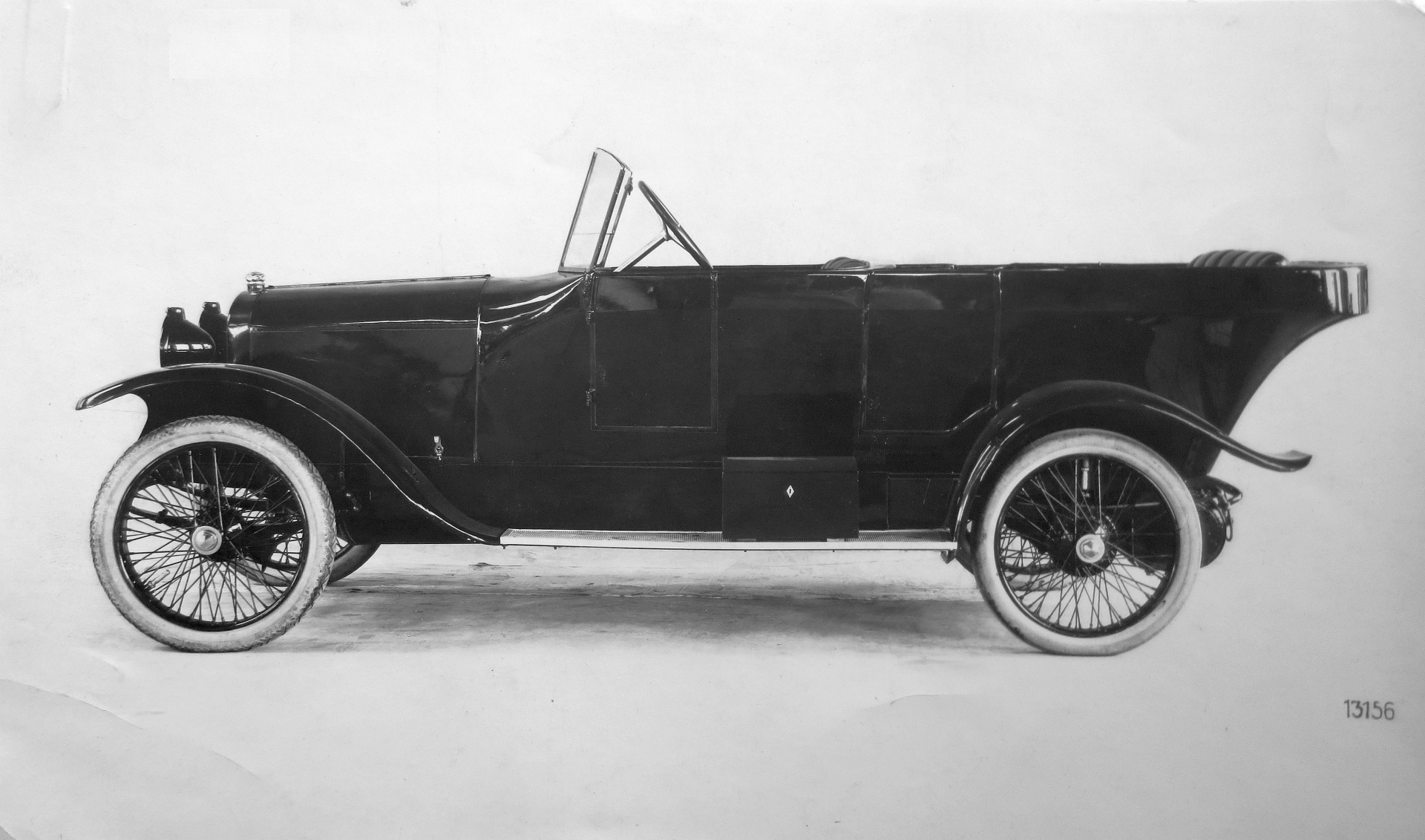
Walter W-II (1914)

Oficiálně byl první vůz Walter W-III z Waltrovy továrny představen na X. pražském autosalonu, který se konal ve dnech 20. dubna - 1. května 1913. Byl to zlatý hřeb Waltrovy kolekce představené na tomto jubilejním autosalonu. O rok později, na XI. pražském autosalonu (12.-19. dubna 1914, "stand" č. 4), to byly s typem W-III i příbuzné modely W-II a W-I. Josef Walter a spol. vystavoval 3 typy jednotného typu vozu ve třech velikostech, karosované vozy dvou- a čtyřsedadlové typu Walter W- I a W-II, šestisedadlový cestovní vůz v elegantním provedení typu Walter W-III a šestisedadlovou luxusní limuzínu W-III. Lehkou jízdu Waltrovy továrny zastupovaly motocykly a tříkolky: čtyřsedadlová typu D, dvě dvousedadlové C2 a nákladní tříkolka CN4.
Týden před konáním autosalonu navštívili redaktoři Národních listů jinonickou továrnu a zveřejnili podrobně rozsáhlý článek "Návštěvou v továrně J. Walter a spol.", kde mj. zdůrazňují, že k "Waltrovům" letos poprvé jeli na čtyřech kolech v novém typu Walter W-I. Vůz řízen známým závodníkem Klementem Adamcem-Kimikem překvapil tím, že veškeré stoupání od Plzeňské z Košíř jinonickými serpentinami až k bráně továrny vzal hladce čtvrtou rychlostí. Josef Walter byl typický „The self made man“, napsal dubnu 1914 dr. Jiří Krása v Autu. „Nejdříve dělal nejlepší motocykle, pak nejlepší tricykle a od loňského roku to začal s vozy. Proč ne? Walter, to je taková amerikánská nátura a zlatá ruka!“
Výrobu osobních automobilů Walter silně omezil 27. srpna 1914 velký požár, který zničil třetinu výrobních prostor, a brzy na to válka. Oheň vznikl při polední přestávce, kdy dělnictvo nebylo v továrně. Vybuchl buben na převaření klihu v kolárně a následně vzplály dřevěné součásti strojů. Hasičským sborům se podařilo po tříhodinovém úsilí uchránit strojovnu továrny, škoda na zničené kolárně a krovu dosáhla výše 200 000 K. Za 1. světové války byla rakousko-uherským ministerstvem vojenství přidělena výroba dělostřeleckých granátů a zapalovačů pro šrapnely. Později byla válečná výroba rozšířena o vzduchem chlazené motory Daimler pro pohon lokomotiv úzkokolejných polních drah, dále o zdroje elektrického proudu pro světlometné jednotky na osvětlování bojiště a o součástky pro polní radiotelegrafické stanice. Na konci války přibyl poslední výrobek - vojenský motocykl vlastní konstrukce ing. Zubatého (vzduchem chlazený, ležatý dvouválec 706 cm³).
V letech před I. světovou válkou se výrazně objevilo jméno Vítězslav Kumpera. Původně obchodník s kožkami a po domácku vyráběnými rukavicemi, když převzal zavedený obchod po svém otci. Dařilo se mu a pořídil si čtyřsedadlovou tříkolku Walter C4. V roce 1911 se stává společníkem ve společnosti Walter a v roce 1912 si kupuje první vyrobený automobil Walter W-III (vůdčí list měl od roku 1908). Když vypukla první světová válka byl mobilizován (bylo mu už 38 let). Sloužil jako důstojník v armádě jako školitel vojenských řidičů. Byla to asi "fešácká" vojna, protože přitom používal i soukromý automobil. Přihodilo se, že svým autem dovezl těžce zraněného vysokého důstojníka do lazaretu, a tím ho zachránil. Ten mu z vděčnosti nabídl lukrativní vojenskou dodávku. Šlo o polní generátory pro světlomety i jiné účely. Základem byl plochý vodou chlazený dvouválec Douglas a příslušný generátor. Při shánění výrobce si vybral svou společnost Walter a spol. Pro novou společnost to byla velice výhodná dodávka, která dokonce dovolila udržet špičkové dělníky doma. Tak vznikla vazba Walter - Kumpera, která se o 10 let později stala prvně jmenovanému osudná.
Parametry prvních automobilů Walter jsou uvedeny v tabulce:                                                                                                                                                                                                                                                                    
| typ                  | W-III   | W-II    | W-I     |
| rok výroby           | 1912    | 1913    | 1913    |
| označení HP          | 12/30   | 8/20    | 5/14    |
| objem motoru         | 2 613   | 1 847   | 1 244   |
| rozvod               | SV      | SV      | SV      |
| otáčky (ot/min)      | 1 750   | 1 750   | 1 750   |
| vrtání (mm)          | 80      | 70      | 60      |
| zdvih (mm)           | 130     | 120     | 110     |
| výkon (k/kW)         | 30/22,4 | 20/14,9 | 14/10,4 |
| rozvor (mm)          | 3 120   | 2 840   | 2 520   |
| rozchod (mm)         | 1 300   | 1 220   | 1 100   |
| hmotnost (kg)        | 1 400   | 950     | 750     |
| max. rychlost (km/h) | 85      | 80      | 75      |

## Motor

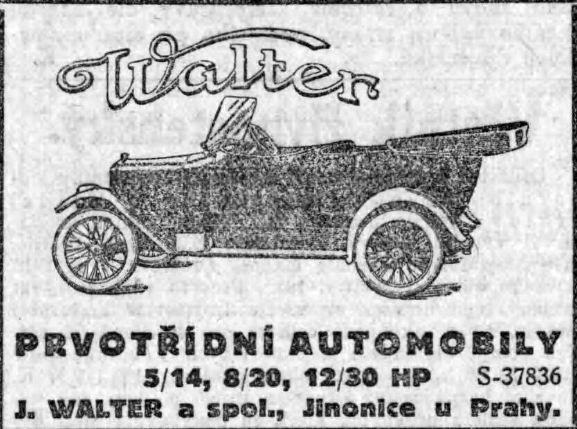
Walter W-I (5/14 HP), W-II (8/20 HP), W-III (12/30 HP)

Prvními automobily značky Walter vlastní konstrukce byly modely W-I, W-II a W-III. Všechny měly řadové čtyřdobé, čtyřválcové motory totožné konstrukce. Lišily se objemem válců a výkonem, W-I měl výkon 14 k/10,4 kW, W-II disponoval 20 k/14,9 kW a nejsilnější W-III dosahoval výkonu 30 k/22,4 kW. Motor vpředu a pohon zadních kol. Zážehový, kapalinou chlazený řadový čtyřválec (R4), rozvod SV, dva ventily/válec, vertikální karburátor Zenith 30, bez přeplňování. Karburátor se nacházel se na opačné straně než výfukové potrubí. Zapalování zajišťovalo vysokonapětové magneto Bosch. Rozvodová kolečka, pohánějící magnetku byla se šroubovým ozubením, zatímco u rozvodového hřídele byla s čelním ozubením. Odstřikovací, cirkulační mazání motoru bylo řešeno prostřednictvím výkonově regulovatelné olejové pumpy. Ozubená pumpu tlačila olej ze spodku motorové skříně do ložisek a vrtáním zalomeného hřídele k ojničním pánvím. Olej, který prošel již všemi ložisky, byl veden k manometru, který byl na přístrojové stěně.
Kliková skříň byla odlita z lehké slitiny, písty a blok motoru ze šedé litiny. Klikový hřídel měl již tehdy tři hlavní, široká ložiska vylitých kompozicí. Písty byly lité se třemi těsnicími kroužky, ojnice lisované z chromniklové oceli, ventily značného průřezu, všechny na jedné straně a zakryté víkem. Motory měly vodní chlazení. Chladicí kapalina se přiváděla ke každému válci zvlášť postranním odlitým kanálkem. Termosifonové chlazení všech čtyř válců, podporované neobvykle vysokým chladičem a mohutným ventilátorem, umístěným na setrvačníku z litiny a odsávajícím vzduch pod krytem motoru, se dělo zcela stejnoměrně. Některé prameny uvádějí, že setrvačník byl mohutně žebrován a nahrazoval tak ventilátor.
Mechanická čtyřstupňová převodovka v provedení 4+Z. Síla motoru se přenášela od spojky s litými lamelami dvojitým šestihranným, kloubem na převodovou skříň. Spojku bylo možné vyjmout bez demontáže motoru. Převodová kola, navléknutá na drážkách hřídele, se přesouvala třemi vidlicemi, navzájem pojištěnými proti samovolnému vysunutí. Spotřeba oleje 0,6 l/100 km. Spotřeba paliva se dle modelu pohybovala v rozmezí 10–14 l/100 km. Objem palivové nádrže 45 l.

## Podvozek
Rám z lisovaných podélníků měl pomocné vyztužení pro motor a převodovku. Pravostranné řízení s ocelovým šnekem a bronzovým šnekovým kolem ovládalo řídící tyče s kulovými čepy. Obě nápravy byly tuhé a byly odpérovány půleliptickými, listovými pery. Přední náprava lisovaná z chromniklové oceli. Zadní náprava kovaná. Kardanový hřídel měl vpředu kloub a vzadu kříž uzavřený v kulovitém pouzdře, aby k třecím, mazaným plochám nevnikal prach a nečistoty. Snadno vyjímatelný kardanový hřídel, bez demontáže převodovky a zadní nápravy, byla opatřena u změny rychlostí ocelovými kameny a předávala sílu motoru diferenciální ose křížovou hlavou se třemi satelity, uzavřenými v neprodyšném bronzovém pouzdře, na tuhou zadní nápravu. Kuželová kola v zadní ose měla převod 1:4. Sunoucí síla se přenášela pery na rám, zatímco kroutící moment zadní osy byl zachycen ocelovou, zploštělou troubou.
Přední náprava nebrzděná. Vyrovnávací, nouzová nožní brzda působila na zadní kola s mechanickými, bubnovými brzdami s vnitřními čelistmi. Ruční brzda působila na brzdový kotouč převodové skříně konickými koly, umístěnými ve skříni. Seřizování brzd po opotřebení se provádělo jednoduchým přesazením brzdových pák. Kola drátová Rudge & Whitworth s pneumatikami o rozměru 710×90 popř. 730×130 mm. Vnější osvětlení bylo autogasem z acetylénových lamp, pouze u několika luxusnějších limuzín W-III byly v roce 1914 montovány Zeissovy elektrické reflektory. 

## Karoserie
Vozy W-I a W-II byly čtyřmístné, pouze největší W-III byl šestimístný. Šestisedadlové vozy W-III (otevřený faeton a limuzína) měly 2 nouzová sedátka před zadními sedadly a ve složeném stavu byla dokonale zapuštěna v dělicí stěně mezi předními a zadními sedadly. Zadní sedadla byla provedena jako vysunovatelné klubovky. Limuzína měla i intarziemi vykládané, sklápěcí stolky, stolní lampičku a hedvábné záclonky. Bylo možné ji uzamknout klíčem. Patentní skládací střecha faetonu byla umístěna v koženém pouzdře za zadními sedadly. Kvalitní, konstrukčně vyspělé a spolehlivé automobily se značkou W si v oblibě nezadaly s Waltrovými motocykly a tříkolkami.
Délka vozů byla odvislá od rozvoru, od největšího W-III po nejmenší W-I. V roce 1914 byl představen na autosalónu typ W-I jako čtyřsedadlový již s elektrickými lampami zapuštěnými v kapotě. Dvousedadlová verze Walter W-I (sportovní vůz) měřila na délku 3600 mm. Zájemce mohl atraktivní vozík získat již za 7500 K. Hmotnosti vozů byly rovněž odvislé od jejich velikosti. W-I vážil 750 kg, W-II 950 kg a W-III 1400 kg. Tato rozmanitost typů nebyla právě nejúčelnější, proto po I. světové válce po provedené reorganizaci výroby byl vyráběn automobil s jednotným typem podvozku Walter WZ.  
Celkem bylo vyrobeno 20 automobilů W-III v roce 1913 a 60 automobilů v roce 1914, vždy po desetikusových sériích (po 20 automobilech W-III, W-II a W-I). Dvousedadlový automobil W-I je ve sbírkách Auto-Moto muzea v Pardubicích.

## Sportovní úspěchy
Krátce po zahájení "sériové" výroby Walter W-III byla vykonána v srpnu 1913 zkušební "Alpská" jízda na Štilfské sedlo, na tehdejší hranici mezi Italským královstvím a Tyrolskem v Rakousko-Uhersku (Stilfserjoch/Passo dello Stelvio, 20 km od Bormia v Dolomitech, 2758 m n. m.). Čtyřdenní cestu v délce přes 1800 km vykonali "bez trestného puntíku" majitel vozu a podílník společnosti Vítězslav Kumpera, prokurista Fořt a nejmenovaný šofér. Doprovázel je sám Josef Walter. Během cesty vůz fungoval spolehlivě a bez nejmenších potíží vyjel na Štilfské sedlo a také dojel zpět do Prahy. Jediným problémem cesty byl přechod hranic do Německa, kde je celník nechtěl propustit, protože na motoru nebylo vyraženo číslo. Jak v Národních listech píše sám Josef Walter: "Bylo totiž opomenuto v továrně vyrazit na motor číslo stroje: 1."
Ještě před I. světovou válkou a týden před X. pražským autosalonem  čtyřsedadlový automobil W-I zvítězil v kategorii cestovních vozů do 1,25 l v závodě do vrchu Zbraslav - Jíloviště (5. dubna 1914, IV. ročník). Josef Walter vždy zdůrazňoval, že na závody nasazuje "ceníkové" typy, žádné speciální závodní stroje. Za volantem vozu seděl Dr. Jaroslav Zátka, továrník a úspěšný závodník na motocyklech a tříkolkách Walter (st. č. 43). V závodě samotném byl však rychlejší Klement Adamec (st. č. 44), který jel v podstatě na stejném voze, ovšem na dvousedadlovém voze Walter W-I. Podle tehdejších propozic byl za to poškozen připočtením 10% penalizace k dosaženému času. Takto se propadl v kategorii malých vozů do 1,25 l objemu válců až na 4. místo, i když dosáhl lepšího času. Tato podivná formule byla později zkorigována na 3% a ještě později z propozic zcela vyškrtnuta.
V "předvečer" I. světové války (28. června 1914), v den sarajevského atentátu, se uskutečnil závod automobilů na trati Plzeň - Třemošná. Továrna Waltrova dobyla dvou prvních cen. V tříkolkách získal vítězství na Walteru místní sportovec p. Císař. Vysoko si však může továrna cenit vítězství v nejmenší třídě cestovních vozů do 1,25 l objemu, kde Klement Adamec dovedl na první místo vůz typu Walter W-I v tak výborném čase, že i s přirážkou 10% k dosaženému času za dvousedadlovou karoserii měl dostatečný náskok před konkurencí. Jeho čistý čas odpovídal průměrné rychlosti 72 km/h. Národní listy připomněly, že tento typ, sotva opustil továrnu, už slavil vítězství v závodě zbraslavském.

## Galerie
V Národním technickém muzeu v Praze byl v říjnu 2023 krátkodobě vystaven podvozek automobilu Walter W II. Prezentace se uskutečnila v rámci odborného semináře Provoz a udržování movitých technických památek.

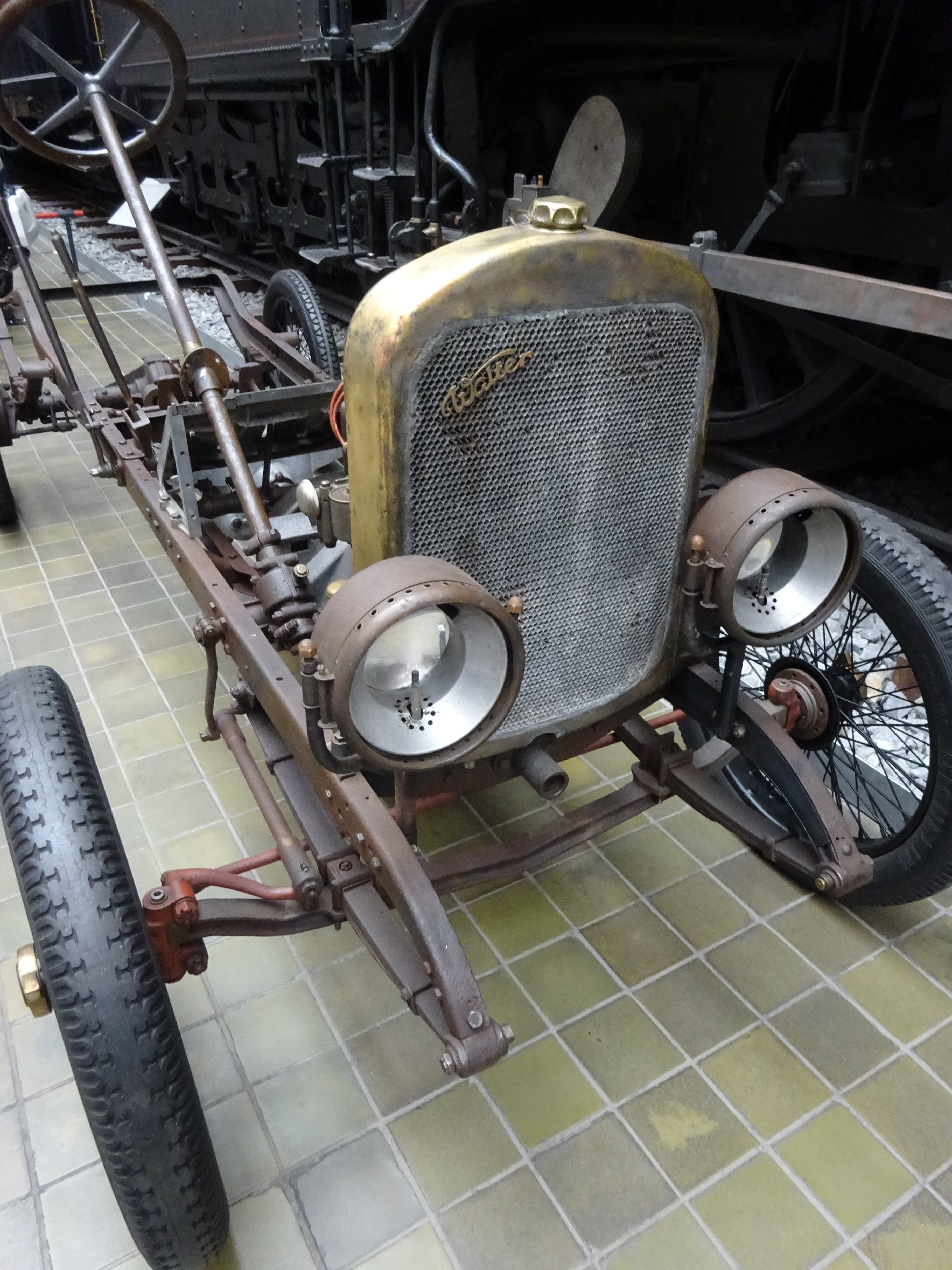
Walter W II, podvozek s nebrzděnou přední nápravou, chladičem a acetylénovými lampami
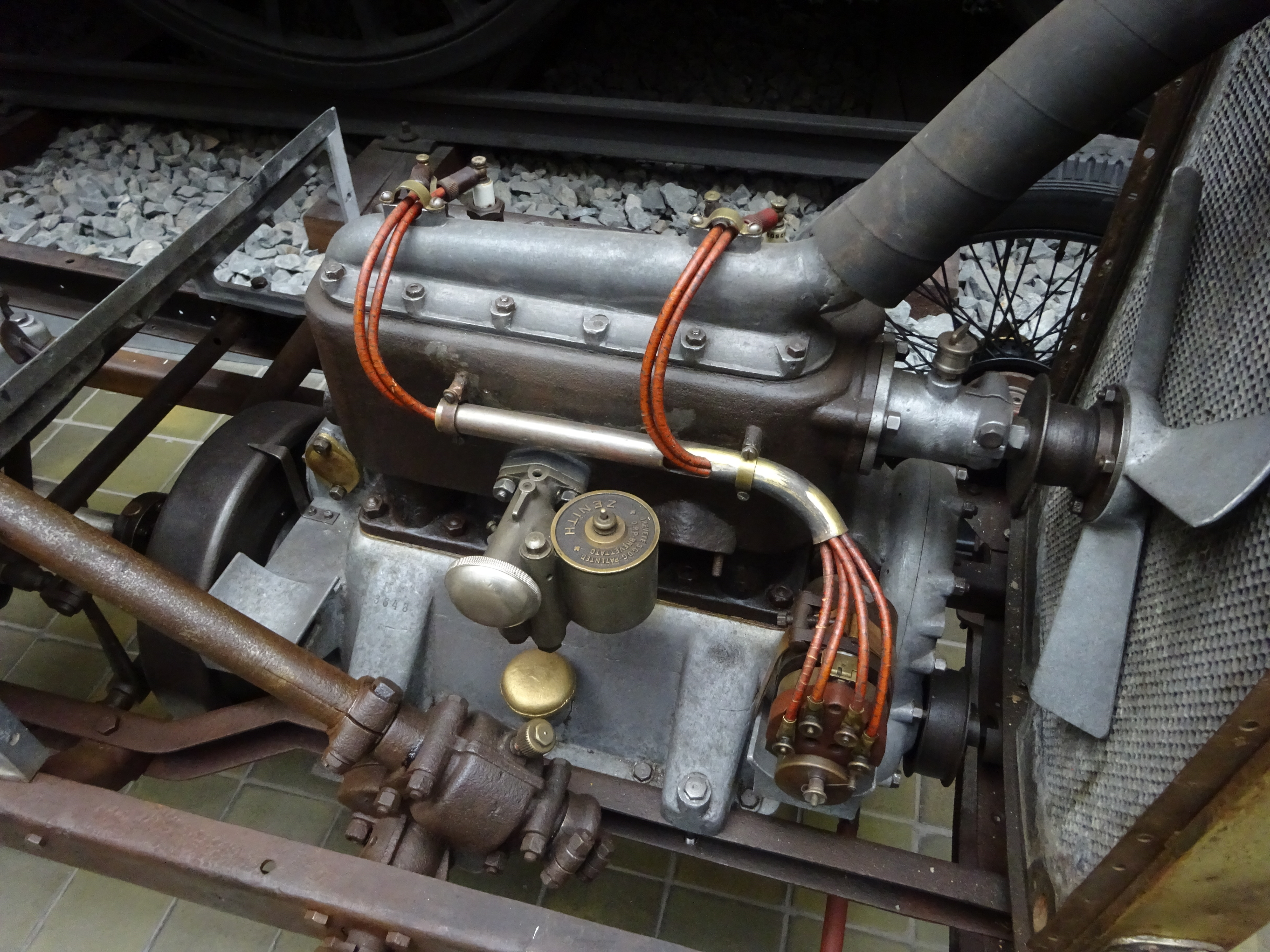
Walter W II, karburátor Zenith a magneto Bosch na čtyřválcovém motoru
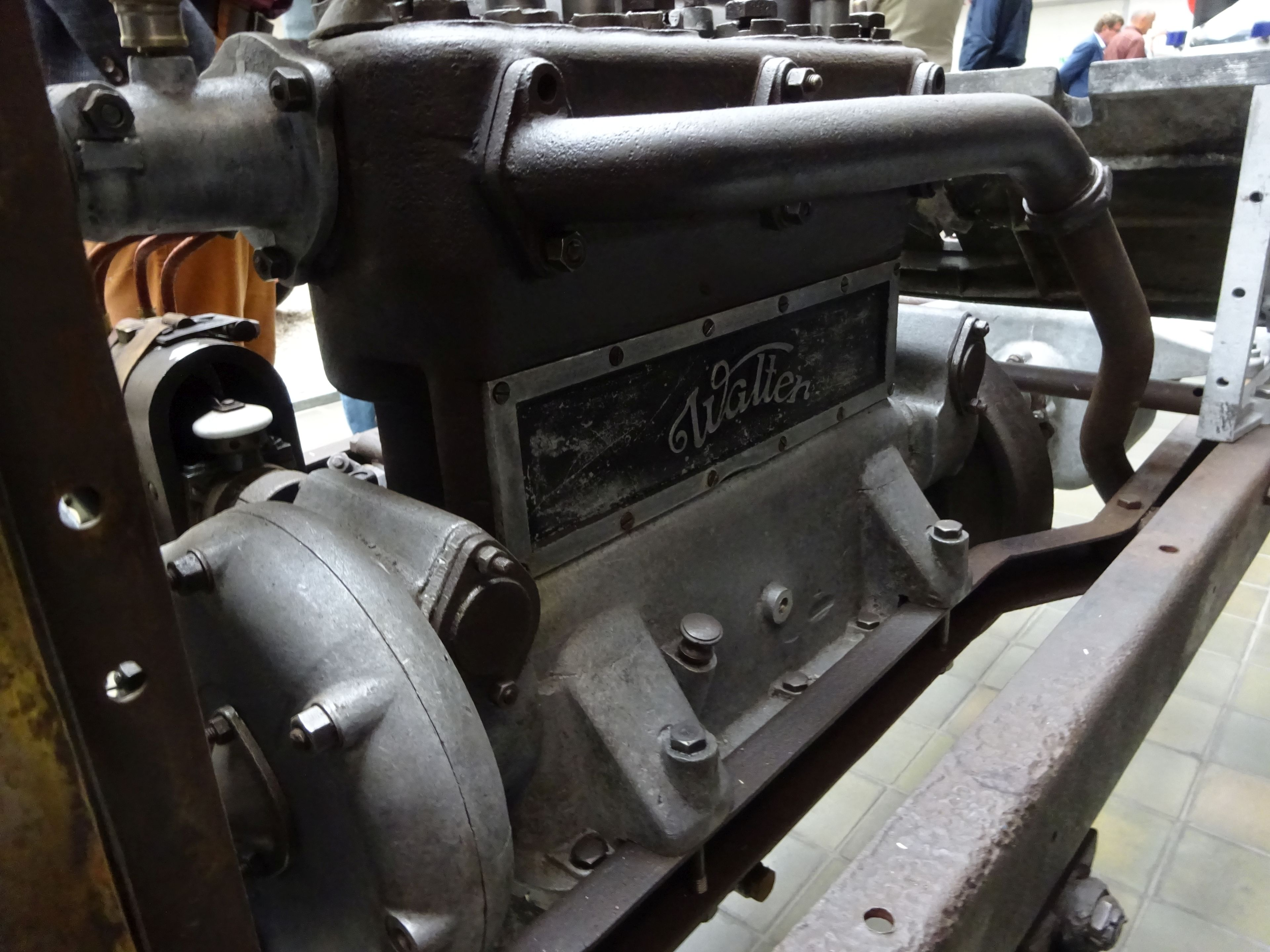
Walter W II, čtyřválcový řadový motor ze strany výfuku
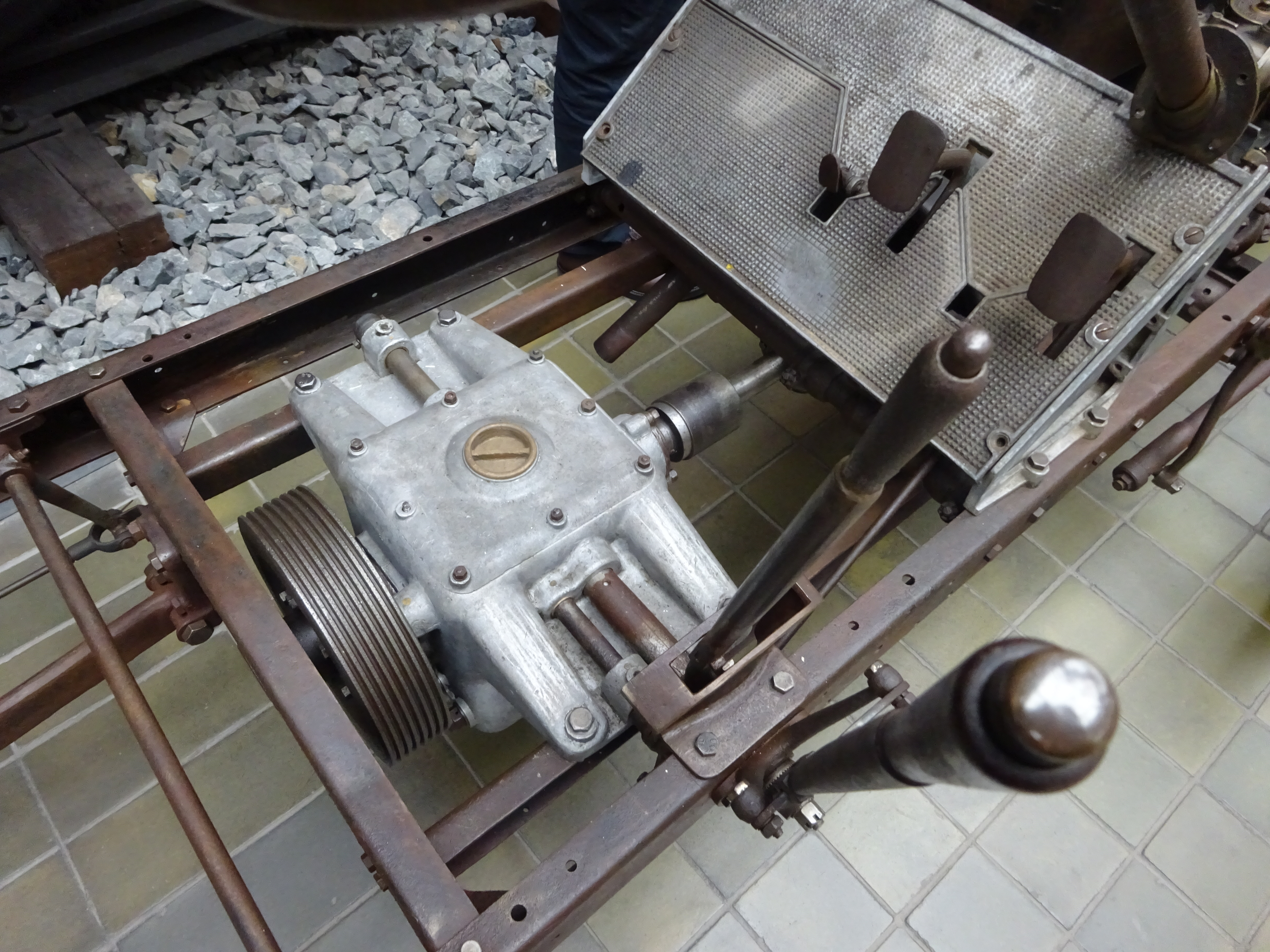
Walter W II, převodovka umístěná v rámu zhruba pod předními sedadly
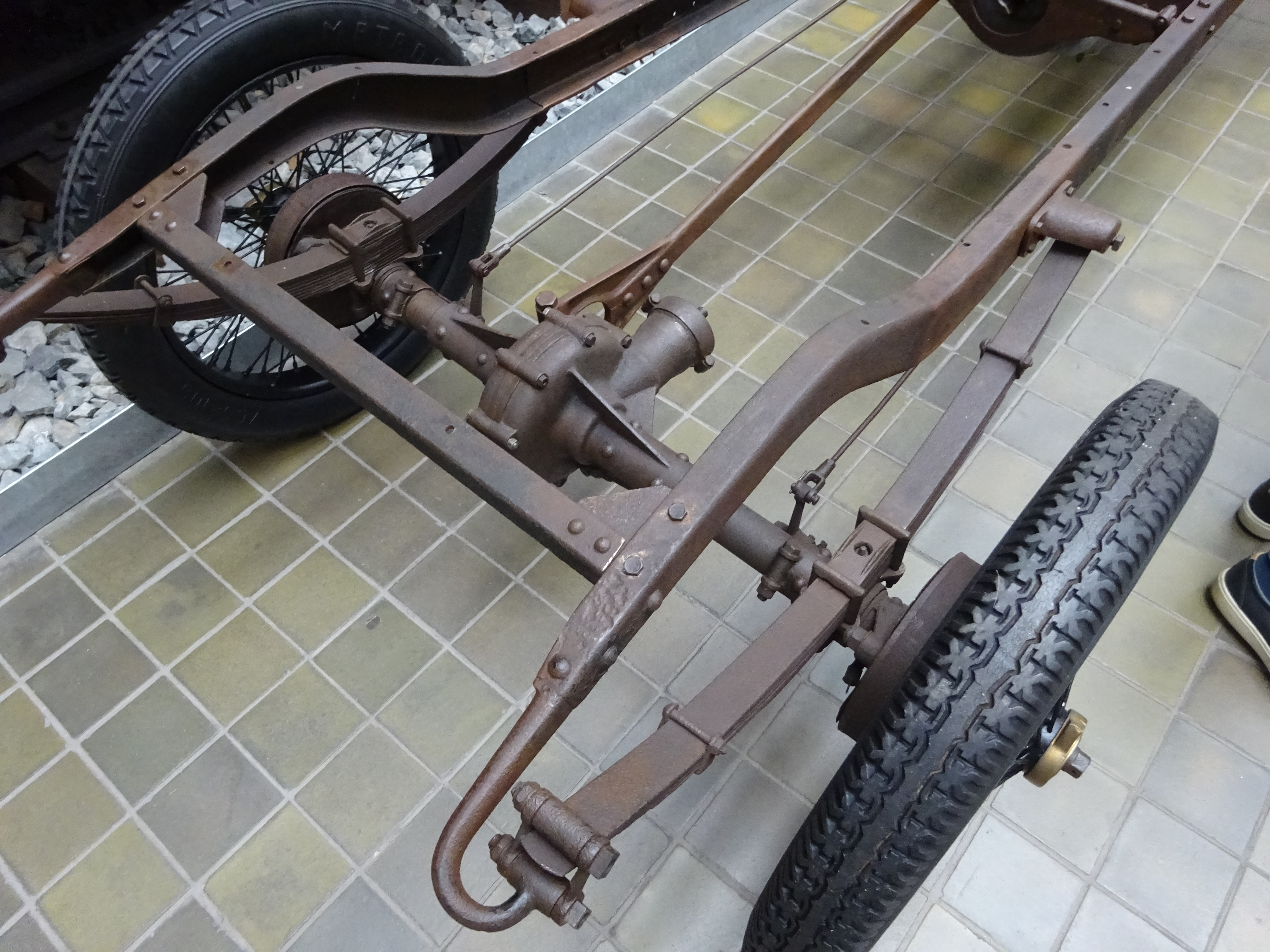
Walter W II, zadní náprava s bubnovými brzdami